# 의인동맹
의인동맹(義人同盟, 독일어: Bund der Gerechten 분트 데어 게레히텐[*], 영어: League of the Just, League of Justice) 또는 정의자동맹(正義者同盟)은 19세기의 기독교 공산주의 국제혁명단체다. 1836년 무법자동맹에서 분파되었다. 의인동맹 맹원들은 대부분 독일계 이민자 기술공들이었다.
1847년 6월에 의인동맹은 카를 마르크스와 프리드리히 엥겔스의 브뤼셀 공산주의자 연락위원회와 합병하여 공산주의자동맹이 되었다. 이 과정에서 마르크스와 엥겔스가 작성한 것이 『공산주의자 선언』이다.

## 같이 보기
- 일루미나티